# Ancona (1864)
 For alternative betydninger, se Ancona (flertydig). (Se også artikler, som begynder med Ancona)
Panserskibet Ancona var et skib i den fjerde og hidtil største klasse af panserskibe i den nye italienske marine, der blev skabt, da Italien blev samlet i 1861. Værftskapaciteten i Italien var begrænset, så marinen måtte gøre brug af udenlandske værfter. De fire skibe i Regina Maria Pia-klassen blev derfor bygget i Frankrig, der var et foregangsland for panserskibsbygning, og marinen fik moderne konstruktioner med jernskrog, der alle holdt i 40 år eller mere. Skibet var opkaldt efter byen Ancona, der blev erobret af tropper fra kongeriget Sardinien i september 1860 i en aktion, hvor også kongerigets flåde spillede en vigtig rolle.

## Tjeneste
Ancona deltog lige som de øvrige italienske panserskibe i slaget ved Lissa mod den østrigske flåde i juli 1866. Skibet lå som nummer tre i den forreste 2. division af den italienske flåde, efter Castelfidardo. Da admiral Persano – uden at signalere – valgte at skifte flagskib, kom 2. division langt foran de øvrige italienske skibe, og fik ingen indflydelse på slaget.
Efter krigen mod Østrig fik skibet nyt artilleri i tre omgange. I 1888-90 blev det ombygget for sidste gang, og fik ved den lejlighed rigningen erstattet af militærmaster. Ancona udgik i 1903.